# Certamen Taciteum
Il Certamen Taciteum è una competizione di traduzione dal latino e relativo breve commento in italiano di un componimento scelto tra le opere di un noto autore latino.
Si svolge ogni anno presso il liceo classico G. C. Tacito a Terni, città che secondo una tradizione diede i natali allo storico vissuto durante l’età degli imperatori adottivi.

## Svolgimento
Si svolge a Terni nel mese di marzo di ogni anno e vi partecipano gli studenti del secondo, del terzo e del quarto anno del liceo classico e scientifico. Nel 2021 questa manifestazione, a cui partecipano scuole di tutta Italia, è giunta alla ventiseiesima edizione.

## Finalità
Lo scopo di questo evento è quello di onorare la memoria del grande autore latino Tacito e di rivitalizzare lo studio del latino, lingua in sé conclusa ma non esaurita nella sua funzione di portatrice e rivelatrice delle radici linguistiche e culturali di gran parte della civiltà europea. Oltre agli aspetti linguistici, questo evento si propone di aiutare i giovani a riscoprire le origini classiche della cultura europea.